# Emerson Jose Reis Boccardo
Emerson Jose Reis Boccardo (sinh ngày 21 tháng 3 năm 1978) là một cầu thủ bóng đá người Brasil.

## Sự nghiệp câu lạc bộ
Emerson Jose Reis Boccardo đã từng chơi cho Ventforet Kofu.